# 有馬温泉駅

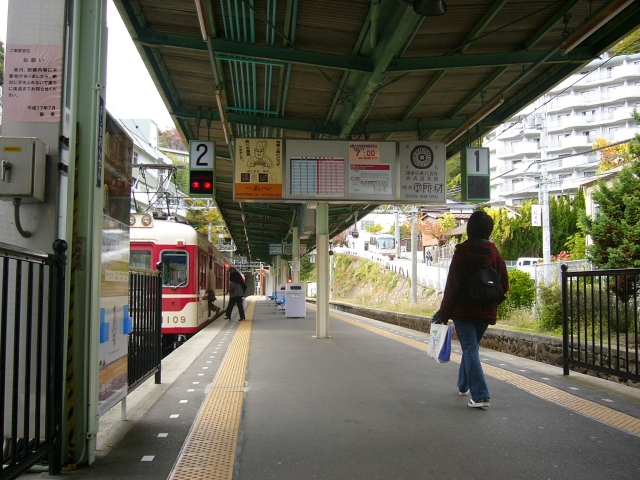
プラットホーム

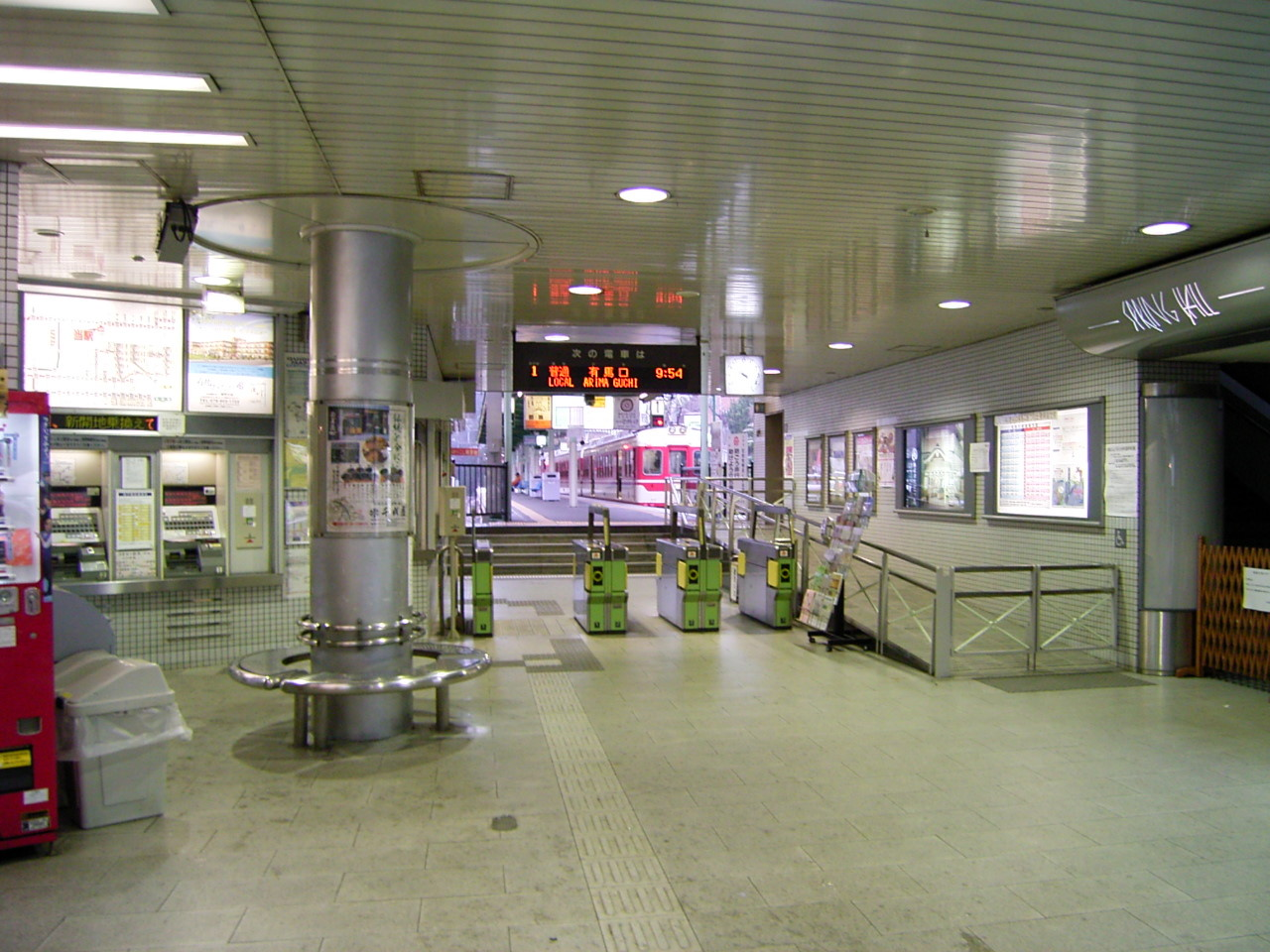
改札口

有馬温泉駅（ありまおんせんえき）は、兵庫県神戸市北区有馬町字ウツギ谷にある、神戸電鉄有馬線の駅。駅番号はKB16。
有馬線の終点。神戸電鉄では最も高い標高357 m地点にあり、かつ最東端の駅である。有馬クリスタルビルを併設している。

## 歴史
- 1928年（昭和3年）11月28日 - 神戸有馬電気鉄道の終着駅である電鉄有馬駅（でんてつありまえき）として開業[1][4]。
- 1929年（昭和4年）5月以前 - 有馬温泉駅に改称[1][5]。
- 1947年（昭和22年）1月9日 - 三木電気鉄道との合併により、神有三木電気鉄道（現在の神戸電鉄）の駅となる[4]。
- 1989年（平成元年）10月31日 - 有馬クリスタルビルが竣工[1]、駅設備が同ビル1階におかれる。
- 2025年（令和7年）2月6日 - リニューアル工事が竣工、供用開始[6]。

## 駅構造
標高は357 mで、これは神戸電鉄線内で最も高い。頭端式2面2線のホームを持つ地平駅でホーム有効長は4両。駅舎は車止め側にあり、小規模な駅ビルとなっている。当駅は開業以来のアール・ヌーヴォー調の洋風駅舎で永年親しまれてきたが、1989年に有馬クリスタルビルの1階が駅舎となった。
かつては2番線の横に貨物用引き込み線があったが、現在は駐車場になっている。

### のりば
| ホーム | 路線   | 方向 | 行先       |
| ------ | ------ | ---- | ---------- |
| 1      | 有馬線 | 上り | 新開地方面 |
| 2      | 有馬線 | 上り | 新開地方面 |

※ 日中は1番線と2番線を交互に使用する。
3両編成2本による夜間停泊運用がある。朝夕ラッシュは新開地行き、鈴蘭台行きとなる。

## 運行形態
新開地方面からのほとんどの列車が三田線に直通し、新開地駅 - 当駅間の列車は朝夕のみである（土休祝日は夜18時台に当駅発鈴蘭台止まりが2本設定されている）。したがって発着列車は有馬口 - 有馬温泉間の区間列車が大部分を占める。1991年3月24日に、日中の新開地駅 - 当駅間の系統を、三田線岡場駅折り返しに変更したが、当駅の発着本数は1時間4本に増やされた。
2013年5月28日に発生した有馬口駅での脱線事故により有馬口駅の配線変更を行い、当面の間、新開地・鈴蘭台発着の運行が不能となるためすべての列車が有馬口と有馬温泉の間での折り返し運行となっていたが、2014年6月28日のダイヤ改正より、新開地 - 有馬温泉間の直通運転が再開された。

## 利用状況
近年の1日平均乗車人員は下表のとおりである。
| 年度               | 1日平均 乗車人員 |
| ------------------ | ---------------- |
| 2007年（平成19年） | 1,546            |
| 2008年（平成20年） | 1,518            |
| 2009年（平成21年） | 1,463            |
| 2010年（平成22年） | 1,493            |
| 2011年（平成23年） | 1,522            |
| 2012年（平成24年） | 1,562            |
| 2013年（平成25年） | 1,562            |
| 2014年（平成26年） | 1,608            |
| 2015年（平成27年） | 1,702            |
| 2016年（平成28年） | 1,622            |
| 2017年（平成29年） | 1,616            |
| 2018年（平成30年） | 1,477            |
| 2019年（令和元年） | 1,492            |
| 2020年（令和02年） | 948              |
| 2021年（令和03年） | 1,027            |
| 2022年（令和04年） | 1,318            |

## 駅周辺
- 神鉄タクシー乗り場
- 有馬温泉街[1]
  - 温泉寺
  - 金の湯、銀の湯（外湯）[1]
  - 有馬玩具博物館
- 有馬四十八滝
- 有馬郵便局
- 神戸市立有馬小学校
- 兵庫県道51号
- 兵庫県道98号
- 兵庫県道506号

## バス路線
| 停留所名   | 運行事業者 | 路線名・系統・行先 |
| ---------- | ---------- | --- |
| 有馬温泉駅 | 阪急バス   | - 45系統：有馬温泉（太閤橋） / 宝塚駅 - 75系統：有馬温泉（太閤橋） / 宝塚駅 - 76系統：宝塚駅 - 95系統：宝塚駅 - 96系統：山口営業所前 |
| 有馬温泉駅 | 神姫バス   | - 69系統：有馬温泉 / 神戸三田プレミアム・アウトレット                                                                                |

## その他
第1回近畿の駅百選に選定されている。
かつて駅近くの丘陵に神戸電鉄グループが大型総合レジャーランド「神鉄有馬ユースピア」の建設を計画していた。

## 隣の駅
神戸電鉄
■有馬線
■普通・■準急（到着列車のみ）
有馬口駅 (KB15) - 有馬温泉駅 (KB16)
2013年2月28日までは有馬口駅 - 当駅間に新有馬駅があった。